# Паніасс
Паніасс (Паніасід) (дав.-гр. Πανυάσις; ? — до 454 до н. е.) — давньогрецький епічний поет та політик.

## Життя та творчість
Походив із знатної та заможної родини Галікарнасу. За деякими відомостями був еллінізованим карійцем. Паніасса вважають дядьком відомого історика Геродота. Про його діяльність відомо замало. Був одним з лідерів опозиції. У 460 році до н. е. втік до острова Самос. Проте згодом повернувся до рідного міста. Брав участь у повстанні проти Лігдама II, сатрапа Карії та правителя Галікарнасу. У результаті повстання було придушено, а Паніасса страчено приблизно у 454 році до н. е.
З усього доробка Паніасса відомо про героїчний епос про Геракла «Гераклея» (у 14 книгах), поему в елегійних дистихах «Іоніка» (700 віршів), що описувала історію заснування іонійських міст у Малій Азії. Вважається одним зі значущих представників пізднього давньогрецького епосу. Творчість Паніасса деякою мірою вплинула на формування літературних здібностей Геродота.